# Gentiana namlaensis
Gentiana namlaensis là một loài thực vật có hoa trong họ Long đởm. Loài này được C.Marquand mô tả khoa học đầu tiên năm 1929.